# Pedro III da Rússia
Pedro III (Kiel, 21 de fevereiro de 1728 – Ropsha, 17 de julho de 1762) foi o Imperador da Rússia de janeiro de 1762 até ser deposto em julho do mesmo ano. Era o único filho de Carlos Frederico, Duque de Holsácia-Gottorp, e sua esposa a grã-duquesa Ana Petrovna da Rússia, filha do imperador Pedro I da Rússia. Ele foi nomeado herdeiro presuntivo de sua tia a imperatriz Isabel em 1742, sendo favorecido por ela com títulos e posições importantes. Pedro procurou realizar reformas progressivas na Rússia como seu monarca e internacionalmente favoreceu a Prússia, o que lhe fez impopular entre a nobreza. Ele acabou deposto em golpe de estado por sua própria esposa, que assumiu o trono como Catarina II. Pedro morreu pouco mais de uma semana depois, possivelmente assassinado ou como o resultado de uma luta bêbado contra seu guarda-costas.

## Primeiros anos
Pedro nasceu em Kiel, Eslésvico-Holsácia. Seus pais foram Carlos Frederico, Duque de Holsácia-Gottorp (sobrinho de Carlos XI da Suécia) e a grã-duquesa Ana Petrovna da Rússia, filha mais velha do czar Pedro, o Grande e da czarina Catarina I. Sua mãe morreu menos de duas semanas após seu nascimento. Em 1739, o pai de Pedro também morreu e ele tornou-se duque de Holsácia-Gottorp, como Carlos Pedro Ulrico. Ele poderia, assim, ser considerado herdeiro dos tronos de Suécia e Rússia.

## Herdeiro do trono russo
Quando a irmã de Ana tornou-se czarina da Rússia, como Isabel, mandou buscar seu sobrinho no Sacro Império Romano-Germânico e proclamou-o seu herdeiro no outono de 1742. Anteriormente, ainda em 1742, aos quatorze anos de idade, Pedro foi proclamado Rei da Finlândia, durante a Guerra Russo-Sueca, quando tropas russas ocuparam aquele país. Esta proclamação baseava-se nos seus direitos de sucessão aos territórios ocupados pelo seu tio avô sem filhos, o falecido Carlos XII da Suécia, que também havia sido grão-duque da Finlândia. Ao mesmo tempo, ele foi escolhido pelo Parlamento Sueco como herdeiro do trono da Suécia. No entanto, o parlamento tomou conhecimento do fato de Pedro já ter sido proclamado herdeiro do trono russo e, quando seus enviados chegaram a São Petersburgo, em novembro, já era tarde demais. Foi relatado que, devido sua menoridade, foi lavrado um documento de renúncia aos direitos sucessórios em nome de Pedro (tais atos em nome de menores de idade tem sido considerados questionáveis e, provavelmente, inválidos).

## Caráter e temperamento

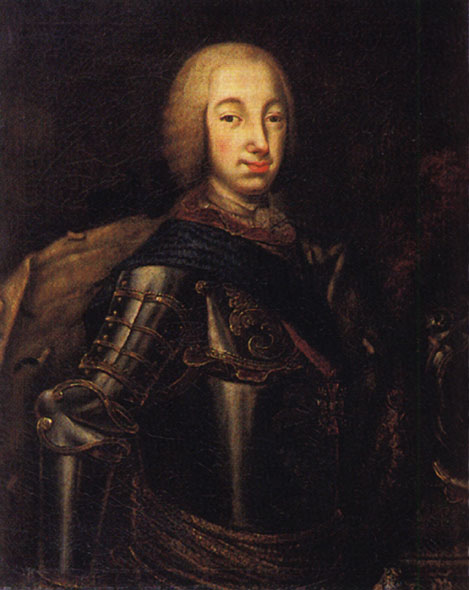
Grão-duque Pedro Fedorovich (futuro Pedro III) Por Aleksey Antropov, 1762, Museu Estatal Russo

A czarina Isabel escolheu para esposa de Pedro a princesa Sofia Frederica Augusta von Anhalt-Zerbst, prima em segundo grau do herdeiro, filha de Cristiano Augusto, Príncipe de Anhalt-Zerbst e de Joana Isabel de Holsácia-Gottorp. A jovem princesa, ao converter-se à Igreja Ortodoxa Russa, recebeu o nome de Ekaterina Alexeievna (ou seja, "Catarina"). O matrimônio foi celebrado em 21 de agosto de 1745. O casamento não foi feliz, mas produziu um filho, o futuro czar Paulo I, e uma filha, a grã-duquesa Ana Petrovna (morta com menos de dois anos de idade). Mais tarde, Catarina alegou que Pedro não era o pai de Paulo e que, na verdade, seu casamento nunca havia sido consumado. Durante os dezesseis anos em que residiram em Oranienbaum, tanto Pedro quanto Catarina tiveram muitos amantes. Embora os boatos de ilegitimidade tenham sido amplamente divulgados por seus inimigos, Paulo parecia-se fisicamente com o pai, o que pode colocar essa história em dúvida. Especulou-se que essas intrigas seriam uma tentativa de lançar dúvidas sobre os reais direitos de Paulo ao trono, a fim de fortalecer as reivindicações de Catarina.
O que se sabe sobre o caráter de Pedro veio dos relatos de sua esposa e de seus "usurpadores", uma visão que está longe de ser imparcial. Para legitimar sua reivindicação ao trono, Catarina referia-se a Pedro como um idiota, bêbado de Holstein, bom para nada, etc. Este retrato de Pedro pode ser encontrado em muitos livros de história, incluindo a edição de 1911 da Encyclopædia Britannica:
Tem havido várias tentativas de rever a caracterização tradicional de Pedro e de suas políticas. O historiador russo A.S. Mylnikov nos dá uma visão muito diferente de Pedro III: 
A historiadora alemã Elena Palmer vai ainda mais longe, retratando Pedro III como um soberano culto e de mente aberta, que tentou introduzir reformas corajosas e mesmo democráticas na Rússia do século XVIII. Sua pesquisa, baseada em centenas de documentos históricos genuínos de arquivos russos e alemães em ambos os idiomas, abriu um novo capítulo na história de Pedro.

## Reinado

### A política externa
Após assumir o trono, em 1762, Pedro retirou a Rússia da Guerra dos Sete Anos e assinou a paz com a Prússia (evento conhecido como Milagre da Casa de Brandemburgo). Ele desistiu das conquistas russas em território prussiano e ofereceu 12 mil soldados para formar uma aliança com Frederico II, que deu à Russia o alívio financeiro. Os russos passaram de inimigos a aliados dos prussianos - as tropas russas foram retiradas de Berlim e enviadas contra a Áustria. Isso alterou dramaticamente o equilíbrio de poder na Europa - repentinamente, Frederico assumiu a iniciativa dos ataques, recapturando o sul da Silésia e forçando a Áustria à mesa de negociações.
Sendo um Duque de Holsácia-Gottorp, Pedro planejou a guerra contra a Dinamarca, a fim de recuperar Schleswig para o seu ducado. Ele concentrou-se em formar alianças com a Suécia e a Inglaterra para assegurar-se de que esses países não iriam intervir em nome da Dinamarca, enquanto as forças se concentravam em Colberg, na Pomerânia russa. A Dinamarca, incapaz de encontrar aliados e sem dinheiro para financiar uma guerra decidiu, no final de junho, ameaçar de invasão a cidade livre de Hamburgo, afim de forçar um empréstimo. Pedro ficou indignado com essa atitude, considerando-a um casus belli, e preparou-se para a guerra aberta contra a Dinamarca.
Em julho de 1762, 40 mil soldados russos estavam de prontidão na Pomerânia, sob as ordens do general Rumiantsev. Eles estavam se preparando para enfrentar os 27 mil soldados dinamarqueses, comandados pelo general Conde de St. Germain. Pouco tempo depois, Pedro foi deposto e a guerra interrompida. As duas forças nunca se conheceram.
Embora historicamente os planos de guerra contra a Dinamarca tenham sido vistos como um fracasso político, estudos recentes retratam a empreitada como parte de um plano de expansão russa para o Oeste - ele notou, conquistando territórios e influência na Dinamarca e no norte da Alemanha, essa possibilidade era mais vantajosa para a Rússia do que se apoderar da Prússia Oriental. Do mesmo modo, ele percebeu que uma aproximação com a Prússia e a Grã-Bretanha, após seu triunfo na Guerra dos Sete Anos, poderia auxiliar seus planos mais do que a Áustria ou a França.

### Reformas internas

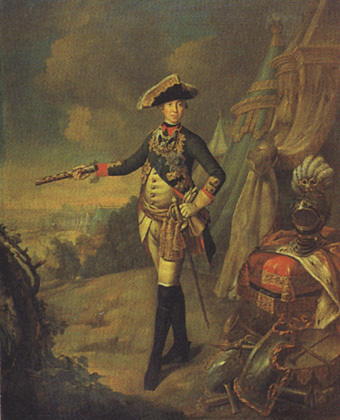
Czar Pedro III por Antropov, 1762.

Durante seus 186 dias de governo, Pedro III baixou 220 novas leis que ele havia elaborado e desenvolvido no período em que foi príncipe herdeiro. As reformas que ele encorajou na totalitária Rússia do século XVIII eram democráticas. Ele proclamou a liberdade religiosa - um passo verdadeiramente revolucionário para a época, que nem mesmo a avançada Europa Ocidental tinha dado até então. Combateu a corrupção no governo, instaurou ações públicas e aboliu a Polícia Secreta do Estado - órgão repressivo instituído no reinado de Pedro I, destinado a expor os traidores da Rússia; também chamada de inquisição russa e a KGB do século XVIII por sua crueldade e métodos de tortura. Catarina recriou a instituição, que se manteve presente na Rússia sob diversos nomes, antes de ser substituída pela KGB. Pedro estabeleceu o ensino obrigatório para a aristocracia. Além disso, em algumas cidades, foram criadas escolas técnicas para crianças das classes média e baixa.
Pedro iniciou a reorganização e modernização do exército russo; reformas que foram continuadas por Paulo I e transformaram o exército na força que derrotou Napoleão Bonaparte 50 anos depois, salvando toda a Europa.
Para a aristocracia, uma das reformas mais populares de Pedro III foi o manifesto de fevereiro de 1762, que isentou os nobres dos serviços estatal e militar obrigatório e deu-lhes a liberdade de viajar ao exterior. No dia em que o czar apresentou o manifesto, o parlamento propôs erigir-lhe uma estátua em ouro puro, mas Pedro recusou, dizendo que seria muito melhor utilizar o ouro em favor da nação.
A política econômica de Pedro III refletia a crescente influência do capitalismo ocidental e a classe dos comerciantes (ou Terceiro Estado), que o acompanhava. Ele criou o primeiro banco estatal da Rússia, rejeitou o monopólio da nobreza sobre o comércio e incentivou a produção, aumentando a exportação de grãos e proibindo a importação de açúcar e de outros materiais que poderiam ser encontrados na Rússia.
A questão camponesa também foi abordada durante o curto reinado de Pedro. Pela primeira vez, um fazendeiro matar um camponês passou a ser um ato punível por lei. Muitos camponeses sob a servidão da Igreja foram transferidos para terras do Estado. Pedro também interessou-se pelos assuntos da Igreja, implementando o plano de seu avô de secularizar as organizações religiosas e as terras monásticas. Suas reformas foram aceitas e amadas pelo povo russo e pela maior parte do governo.

### Golpe de Estado e morte
Muitas das políticas de Pedro III eram de interesse de amplos segmentos da nobreza, mas sua interferência na vida política e econômica da elite dominante não foi tolerada. Ao prometer aos nobres insatisfeitos a devolução de seus direitos ancestrais, Catarina conquistou seu apoio. Com a ajuda do Regimento Izmaylovsky e de soldados da Guarda Imperial, que Pedro planejava disciplinar mais duramente, o czar foi preso e forçado a abdicar em 28 de junho de 1762. Pouco tempo depois, Pedro III foi morto enquanto estava detido em Ropsha.

## Consequências

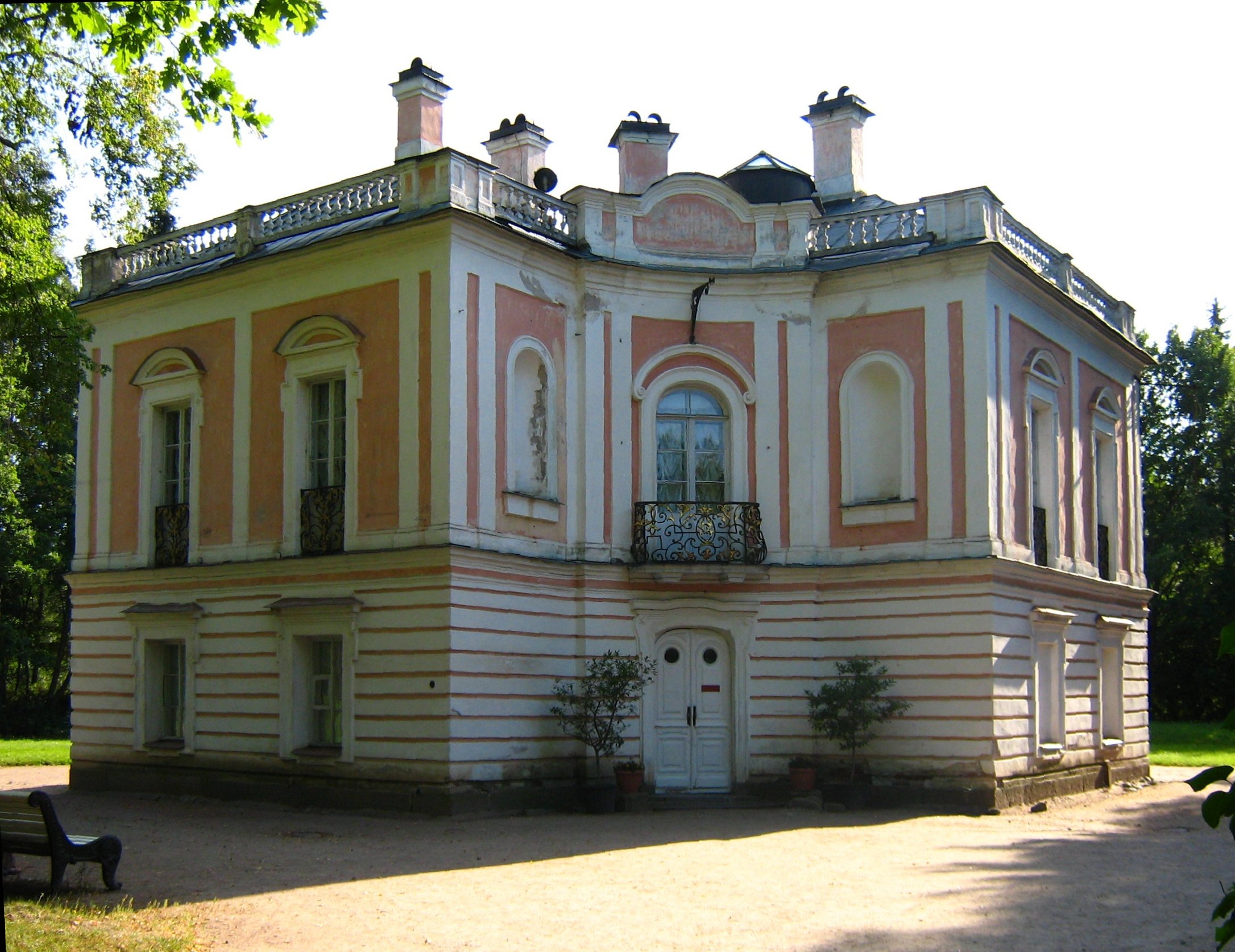
Palácio de Pedro III, em Oranienbaum.

Em dezembro de 1796, após suceder Catarina II, o czar Paulo I, que não gostava de sua mãe, ordenou que os restos mortais de seu pai fossem exumados e sepultados com todas as honras na Catedral de Pedro e Paulo, onde outros czares foram sepultados.
Após sua morte, surgiram ao menos cinco homens afirmando ser Pedro III, apoiados por revoltosos da população que acreditavam no boato de que o czar não havia morrido, mas preso secretamente por Catarina II. O mais famoso destes foi o cossaco Iemelian Pugachev. Sob esse disfarce, deflagrou em 1774 a revolta que ficou conhecida como Rebelião Pugachev, que acabou sendo esmagada pelas forças de Catarina II.
A lenda de Pedro ainda hoje é contada, especialmente na cidade onde ele passou a maior parte de sua vida, Oranienbaum, próximo a Lomonosov, na costa sul do golfo da Finlândia (40 km a oeste de São Petersburgo). O Palácio de Pedro é o único dos famosos palácios na área de São Petersburgo que não foi capturado pelos alemães durante a Segunda Guerra Mundial. Durante o conflito, o edifício era ocupado por uma escola  e as pessoas dizem que o fantasma do czar protegeu as crianças de Oranienbaum de serem feridas pelos bombardeios. Além disso, foi próximo a esta cidade que chegou ao fim o Cerco a Leningrado, em janeiro de 1944. Os habitantes locais dizem que Pedro, depois de morto, parou o exército de Adolf Hitler perto de Leningrado assim como, quando vivo, parou o exército russo próximo a Berlim.